# Josep Mateu i Negre
Josep Mateu i Negre   (Girona, 1954) és un dirigent esportiu relacionat amb l'automobilisme català. D'ençà del 2015 és president del Reial Automòbil Club de Catalunya (RACC), després d'haver-ne estat director general i CEO des de 1995, a més de vicepresident de la junta directiva des del 2012.

## Trajectòria
Directiu amb un llarg currículum, abans de la seva incorporació al RACC Mateu era director executiu de la firma australiana de logística TNT Express Worldwide. El 2001 rebé el premi al Directiu de l'Any de l'Asociación Española de Directivos (AED). En l'àmbit del turisme, ha estat president de GEBTA España (Guild of European Business Travel Agents) del 2005 al 2006 i president de GEBTA Europe el 2006. Entre el 2007 i el 2014 també va presidir l'Automóvil Club de Chile, entitat de la qual és actualment vicepresident.
A banda, ha format part de la junta directiva d'Unescocat (2005-2006) i del consell social de la Universitat de Barcelona (del 2007 fins a l'actualitat) i ha presidit la Comissió d'Anàlisi i Selecció de Projectes del Barcelona Institut d'Emprenedoria (BIE) de la Universitat de Barcelona.